# Všeradice (zámek)
Všeradice jsou zámek ve stejnojmenné vesnici ve Středočeském kraji v okrese Beroun. Vznikl přestavbou starší tvrze nejspíše v osmnáctém století, kdy vesnici vlastnili Vratislavové z Mitrovic. Zámek a některé hospodářské budovy v jeho areálu jsou chráněny jako kulturní památka.

## Historie
Ve třináctém století bývaly Všeradice rozděleny na dvě části. V jedné z nich, tehdy nazývané Trnová, v roce 1271 daroval Oldřich Zajíc z Valdeka popluží klášteru svaté Dobrotivé. V samotných Všeradicích býval samostatný šlechtický statek zmíněný poprvé v přídomku Bohuslava ze Všeradic roku 1324. Ze stejného rodu pocházel v letech 1343 a 1356 připomínaný Vojslav ze Všeradic. Někdy poté Všeradice získali vladykové ze Svinař. Za nich je v roce 1379 poprvé doložena zdejší tvrz, jejíž správou byl pověřen purkrabí Petr z Nevida.
Vladykové ze Svinař byli oblíbenci krále Václava IV. Patřil k nim Zachař ze Všeradic (1380), který sídlil v Chrustenicích, ale zároveň vlastnil podíl na všeradickém patronátním právu. Přídomek ze Všeradic užíval také jeho bratr Bořivoj připomínaný roku 1381, Albert ze Všeradic sezením na Svinařích (1401; snad toutéž osobou byl Albert ze Všeradic připomínaný v roce 1371, který posléze sídlil v Poříčí), Vojslav ze Všeradic (sídlil v Popovicích) a Bohuš ze Všeradic (1411). Někdy poté statek získali majitelé lochovického panství, protože majitelem Všeradic byl v roce 1427 Bořivoj z Lochovic.
Roku 1470 Všeradice tvořily součást panství hradu Okoř, který vlastnili páni z Donína. U něho zůstaly až do počátku šestnáctého století, kdy Bedřich z Donína prodal všeradický statek Litvínovi z Klinštejna. Ke statku tehdy patřily Všeradice se dvorem, tvrzí, patronátním právem, vesnice Trnová, Nesvačily, Lážovice a části vsí Bykoš a Drahlovice. Majetek zdědila Litvínova dcera Lidmila a většinu jej v roce 1554 prodala Janovi mladšímu Hořovskému z Říčan a jeho manželce Lidmile z Veitmile.
Dalšími majiteli se v roce 1569 stali Kunata a Kryštof Pešíkové z Komárova a na Valdeku. Při koupi je u panství připomínán pustý mlýn a pusté vesnice Drahlovice a Lhota. O pět let později statek prodali Mikulášovi Walterovi z Waltersbergu, který jej opět připojil k lochovickému panství, ale vdova Alena jej opět prodala Vratislavovi staršímu z Mitrovic. Podle Miloslava Bělohlávka se tak stalo v roce 1615, ale August Sedláček uvedl, že Vratislav z Mitrovic už v 1584 zdědil všeradický podíl své manželky a celý statek po něm v roce 1600 zdědil syn Václav, který jej udržel i přes svou účast na stavovském povstání, za což byl odsouzen jen k peněžité pokutě. Jeho manželka a později vdova Kryzelda, rozená z Lažan, se velmi zadlužila, a statek roku 1661 připadl věřitelům Zdeňkovi Kořenskému z Terešova, Zikmundovi Markvartovi Tuněchodskému z Poběžovic a jeho sourozencům, kteří v roce 1666 Zdeňka Kořenského vyplatili.

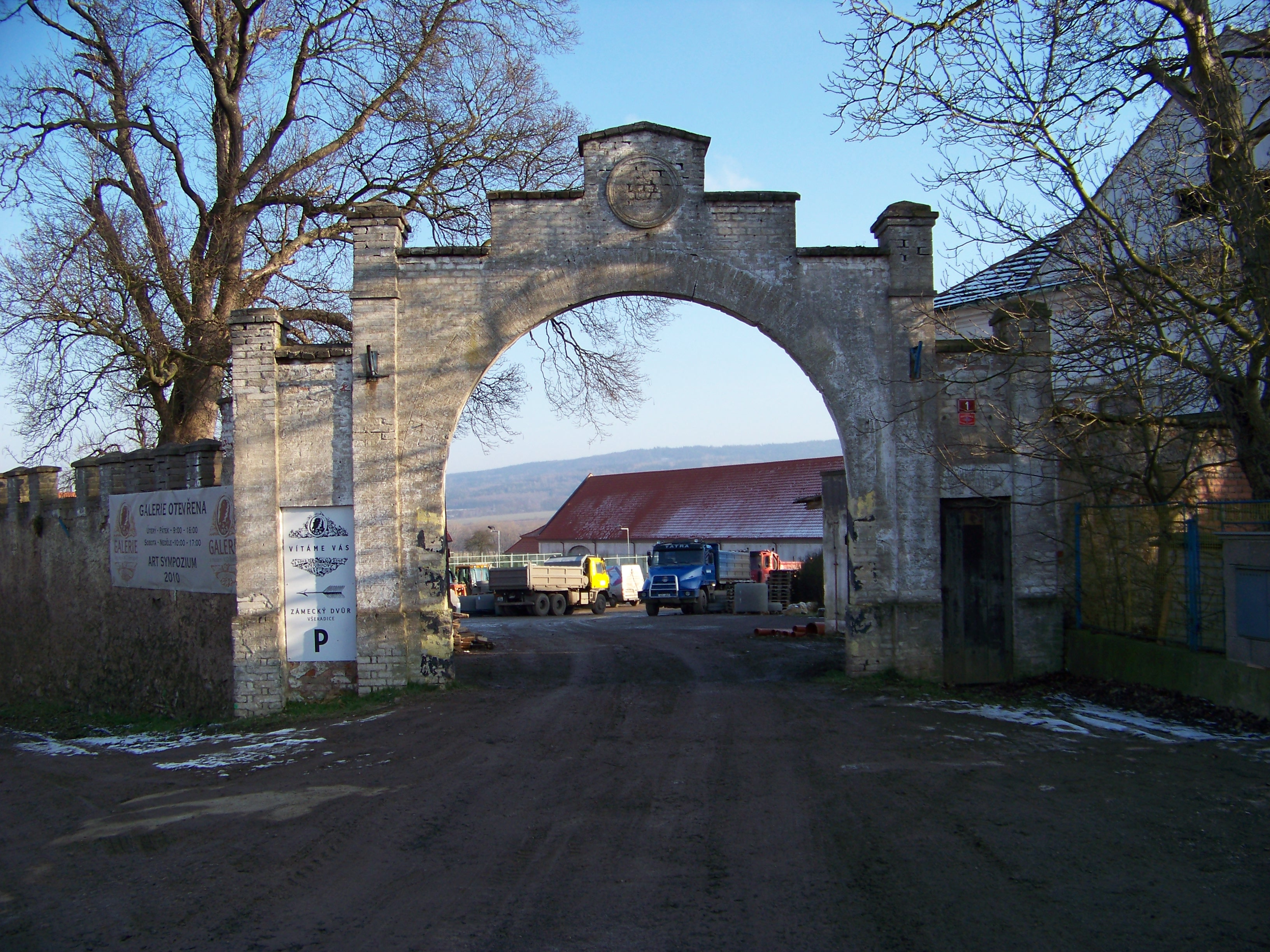
Brána

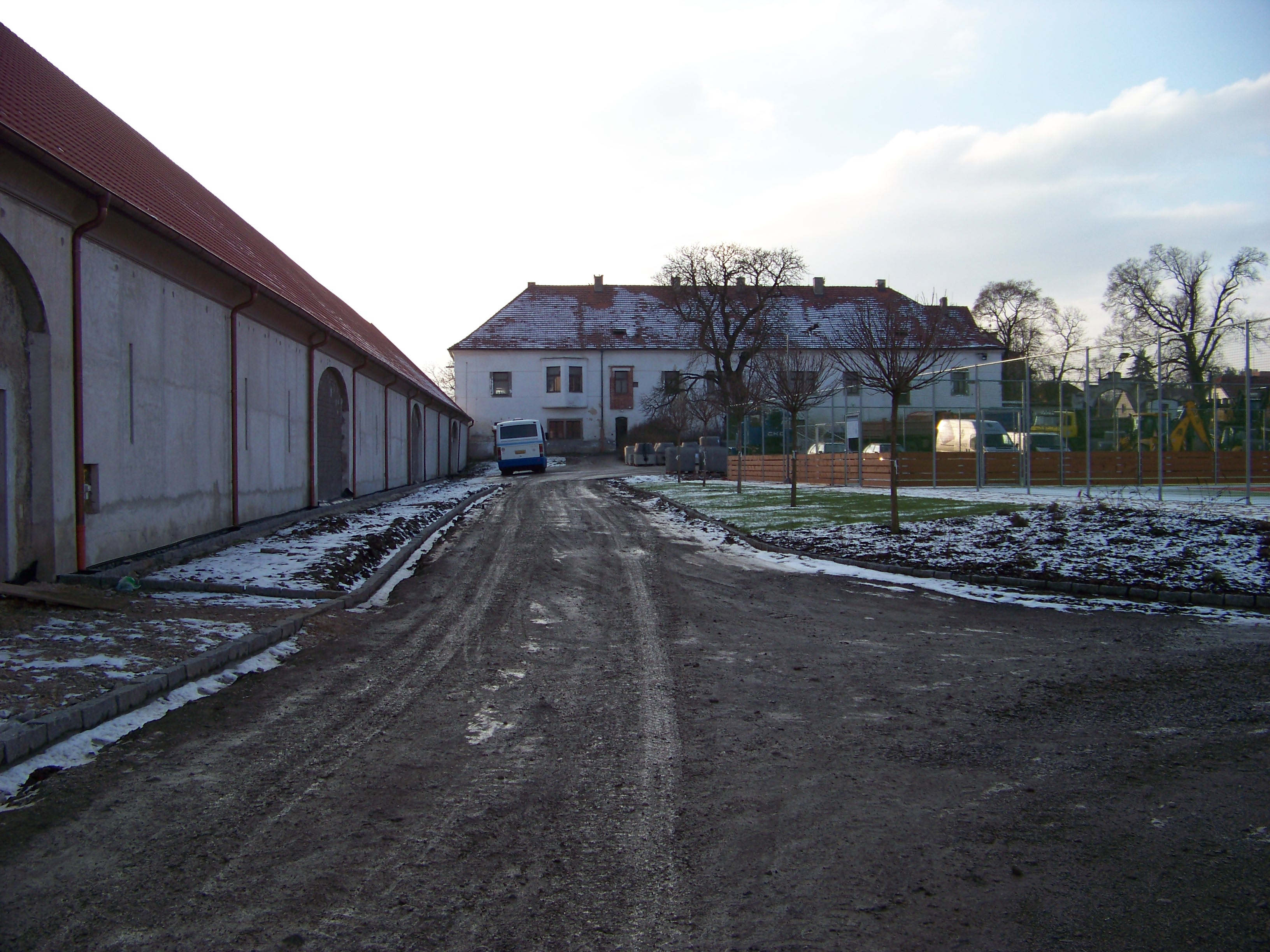
Dvůr

Rod Tuněchodských poté ve Všeradicích sídlil až do roku 1731. Po Zikmundovi Markvartovi vesnici v roce 1684 zdědil jeho bratr Jan, ale protože zemřel bezdětný už o dva roky později, připadl majetek jeho nezletilému synovci Karlu Zikmundovi. Za něj panství spravovala matka Lidmila Tuněchodská ze Strojetic. Samotný Karel Zikmund zemřel roku 1731 a byl pohřben ve všeradickém kostele svatého Bartoloměje. Tvrz pak získala Renáta Karlová z Běšin a po ní opět Vratislavové z Mitrovic, kteří ji nechali přestavět na barokní zámek.
V roce 1781 všeradický statek koupil Jan Adolf z Kounic, po něm roku 1805 Jindřich Neuman z Maisenthalu a od něj Václav Ubellim ze Siegburgu, který jej připojil ke svému osovskému panství. Od té doby zámek ve Všeradicích přestal sloužit jako panské sídlo a využívali jej pouze úředníci panství. Dochovaná podoba budovy je výsledkem úprav inženýra Hermanna, který zámecký dvůr v roce 1930. Ve druhé polovině dvacátého století měl v zámku byty a kanceláře lochovický státní statek.

## Stavební podoba
Z počátku sedmnáctého století se dochoval popis tehdejší tvrze. Tvořila ji kamenná prostorná budova se šindelovou střechou. V přízemí se nacházely dvě místnosti pro služebnictvo, dvě místnosti pro chov drůbeže, přípravna chleba, pekárna s klenutou pecí, zaklenutá kuchyně, čtyři přízemní klenuté sklepy a komůrky. V prvním patře bylo sedm světnic rozdělených na osm kanceláří, dvě zaklenuté místnosti a kaple. V podkroví bývala další kancelář a sýpka s kapacitou několika set korců obilí.
Novou podobu zámek získal v osmnáctém století a poté v roce 1930, kdy zanikly barokní prvky. Zámecká budova má obdélníkový půdorys, jedno patro a valbovou střechu. Z architektonických prvků se dochoval trojúhelníkový arkýř a ostění hlavního vchodu. K severní straně byla přistavěna garáž. Pamětní deska zasazená v roce 1968 do zdi vedle vchodu připomíná, že se na zámku narodila Magdalena Dobromila Rettigová.
K památkově chráněným objektům v areálu patří, kromě hlavní zámecké budovy, obytný dům, sýpka a ohradní zeď s bránou. Ostatní hospodářské budovy na severní, východní a jižní straně dvora památkově chráněné nejsou.